# 大龙乡 (泰宁县)
大龙乡是中国福建省三明市泰宁县下辖的一个乡。

## 行政区划
大龙乡下辖以下地区：
大布村、显口村、善溪村、双坪村、东坑村、饶山村、里坑村、官江村、江家岭村、李地村、张地村、龙安村、坪上村、陈坑村、角溪村和焦溪村。